# 발레리아누스

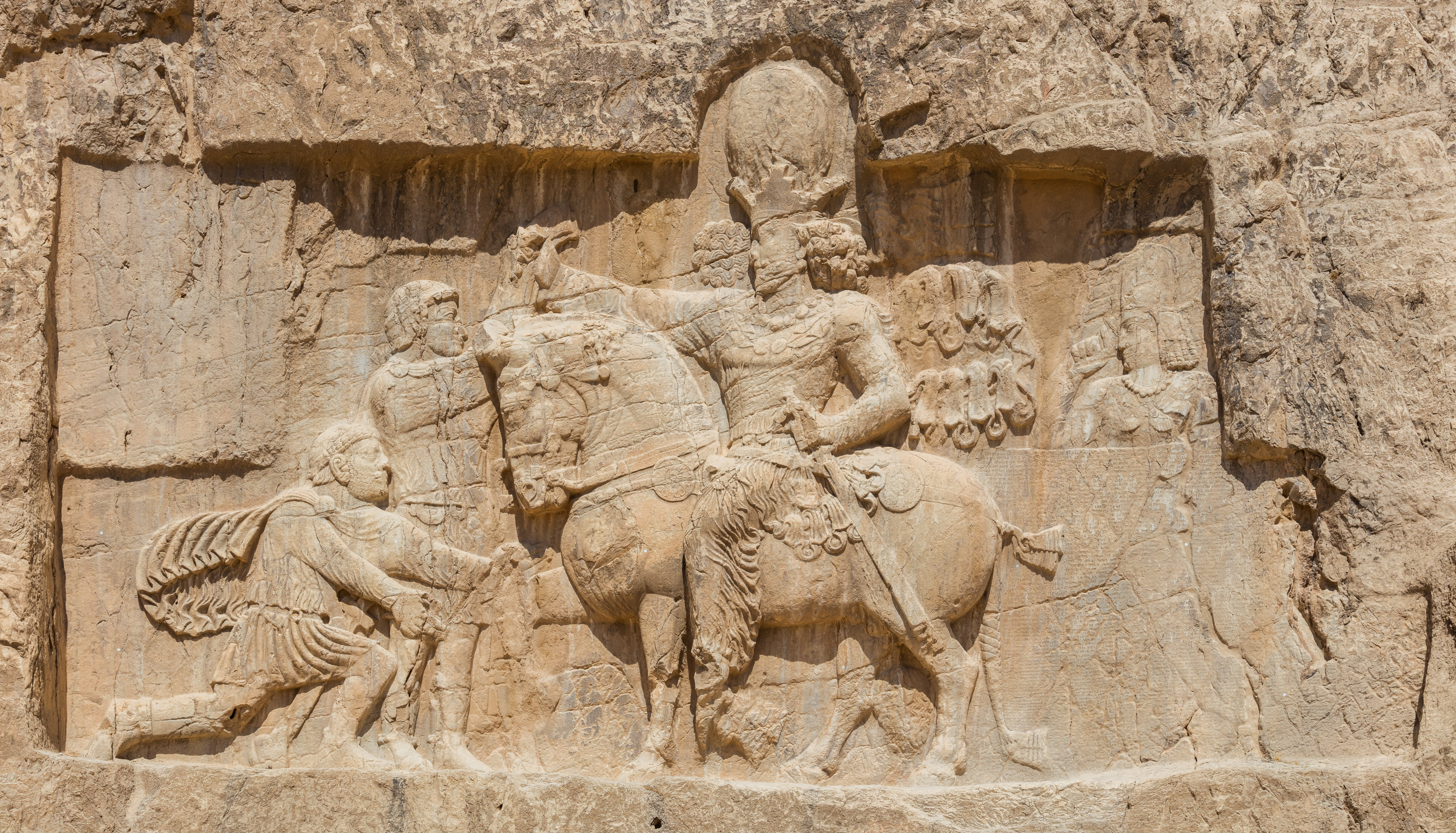
페르시아의 샤푸르 1세에게 생포 당하는 발레리아누스를 기록한 조각

발레리아누스(Publius Licinius Valerianus, 200년? ~ 260년?)는 로마 제국의 33대 황제(임페라토르)이다.

## 생애
다른 군인 출신 황제와는 달리 발레리아누스 자신은 유서 깊은 로마 원로원 의원 일족 출신이었다. 그의 전반생은 확실하지 않지만, 에그나티아 마니아나와 결혼해 두 아들을 두었다고 하며, 여기에는 훗날 로마 황제가 되는 푸블리우스 리키니우스 이그나티우스 갈리에누스와 발레리아누스 미노르도 있었다.
238년의 로마 내전 속에서 여섯 황제의 한 사람이었던 고르디아누스 1세에 의해 일찍이 프린켑스 세나투스로 선출되었다. 당시 고르디아누스 1세는 원로원 의원 가문 출신인 발레리아누스를 통해 원로원과 교섭하고자 한 것이다. 244년에 미시케(Mesiche)라는 곳에서 사산 조 페르시아의 대왕(샤힌샤) 샤푸르 1세와의 전투에서 고르디아누스 1세의 손자 고르디아누스 3세가 죽고(이를 필리포스의 쿠데타에 의한 것이라고도 한다), 필리포스 아라부스가 군영 안에서 스스로 황제(임페라토르)를 선언하였다. 그러나 249년에 필리포스가 데키우스에게 피살되고, 황제(임페라토르)가 된 데키우스에게 251년 감찰관(콘술)로 선출된다. 또한 라인강 연안의 노리쿰과 라에티아 두 속주의 총독(코메스)를 지냈다. 데키우스가 아브리투스에서 전사하고 뒤를 이은 트레보니우스 갈루스 때에도 게르마니아 수페리오르 총독(코메스)으로 일하는 등, 발레리아누스의 지위는 유지되었다.

### 로마 황제
그러던 중 마르쿠스 아이밀리아누스가 반란을 일으켜 트레보니아누스 갈루스 및 그 공동 황제였던 가이우스 볼루시아누스(Gaius Vibius Volusianus)가 피살되자, 아이밀리아누스를 내쫓기 위해 발레리아누스는 군을 이끌고 남쪽으로 내려왔다. 얼마 안 가서 아이밀리아누스는 자신의 병사들에게 살해당했고, 253년에 발레리아누스가 로마의 황제(임페라토르)가 되었다.
발레리아누스는 황제가 된 뒤 데키우스의 기독교 박해 정책을 더욱 강화하여 카르타고 주교 치프리아누스와 로마 주교 식스토 2세를 처형했다. 한편 그는 아들 갈리에누스를 공동 황제로 임명해 로마 제국의 서반부를 맡기고, 자신은 사산 조 페르시아와 국경을 접하고 있던 동쪽을 맡았다.

### 페르시아의 포로
그러나 259년, 군세를 몰아 페르시아로 쳐들어 갔던 발레리아누스는 그만 에데사 전투에서 샤푸르 1세에게 패해 포로가 되고 말았다. 포로가 된 발레리아누스는 비샤푸르로 압송되어, 죽을 때까지 노예 취급을 받으며 사후에도 박제가 되어 신전에 전시되었다고 알려진다.
황제(임페라토르)가 적국의 포로가 된 것은 로마에서 전대미문의 사건이었다. 그 뒤로도 11세기 셀주크 투르크와의 전투에서 포로가 된 동로마의 로마노스 4세 디오게네스 외에는 이러한 사례가 없었다. 이 사건은 데키우스가 전사한 아브리투스 전투와 함께 로마 제국의 국력 저하를 상징하는 사건으로 평가받으며, 이후 로마 세계는 스스로 황제(임페라토르)를 참칭하는 자들의 난립과 영토 분열 등으로 그 혼란이 더욱 심해져 갔다.

## 참고 문헌
- Baudoin, Jacques (2006), 〈Saint Prudent〉, 《Grand livre des saints: culte et iconographie en Occident》 (프랑스어), EDITIONS CREER, ISBN 978-2-84819-041-9, 2017년 12월 20일에 확인함
- Chisholm, Hugh, 편집. (1911). 〈Valerianus, Publius Licinius〉. 《브리태니커 백과사전》 27 11판. 케임브리지 대학교 출판부. 859쪽.

## 같이 보기
- 3세기의 위기

| 전임 아이밀리아누스 | 제33대 로마 제국 황제 253년 - 260년 | 후임 갈리에누스 |